# Даннья
Даннья́ (фр. Dampniat, окс. Dampnhac) — коммуна во Франции, находится в регионе Лимузен. Департамент — Коррез. Входит в состав кантона Мальмор-сюр-Коррез. Округ коммуны — Брив-ла-Гайярд.
Код INSEE коммуны — 19068.
Коммуна расположена приблизительно в 420 км к югу от Парижа, в 85 км южнее Лиможа, в 16 км к юго-западу от Тюля.

## Население
Население коммуны на 2008 год составляло 657 человек.
| 1962 | 1968 | 1975 | 1982 | 1990 | 1999 | 2008 |
| ---- | ---- | ---- | ---- | ---- | ---- | ---- |
| 599  | 608  | 598  | 546  | 569  | 581  | 657  |

## Экономика
В 2007 году среди 414 человек в трудоспособном возрасте (15-64 лет) 315 были экономически активными, 99 — неактивными (показатель активности — 76,1 %, в 1999 году было 74,5 %). Из 315 активных работали 302 человека (167 мужчин и 135 женщин), безработных было 13 (3 мужчин и 10 женщин). Среди 99 неактивных 38 человек были учениками или студентами, 38 — пенсионерами, 23 были неактивными по другим причинам.

## Достопримечательности
- Церковь Сен-Парду (XIII век). Памятник истории с 1927 года[3]
- Руины замка XV века

## Фотогалерея

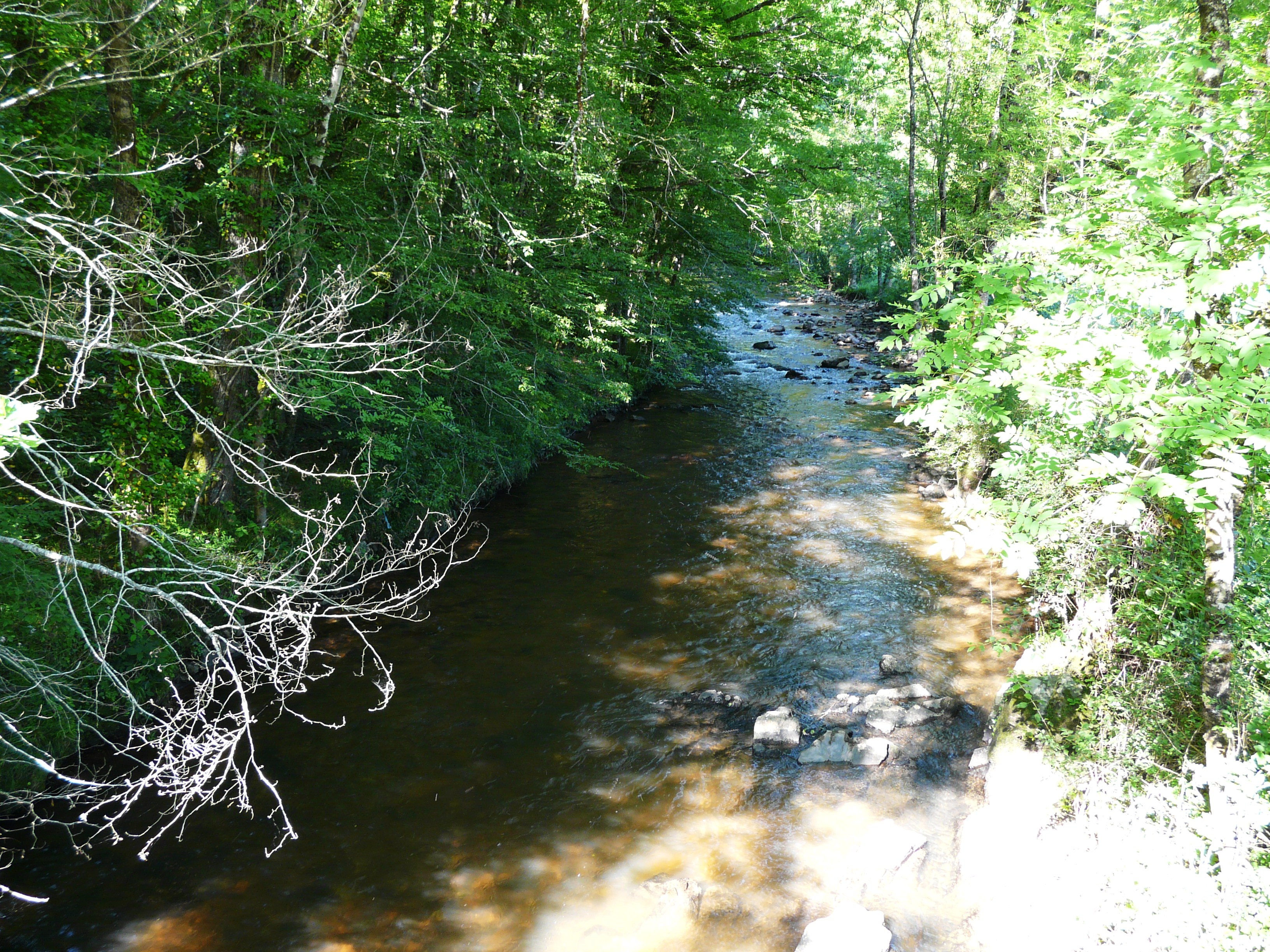
Река Роан вверх по течению от моста Расклье
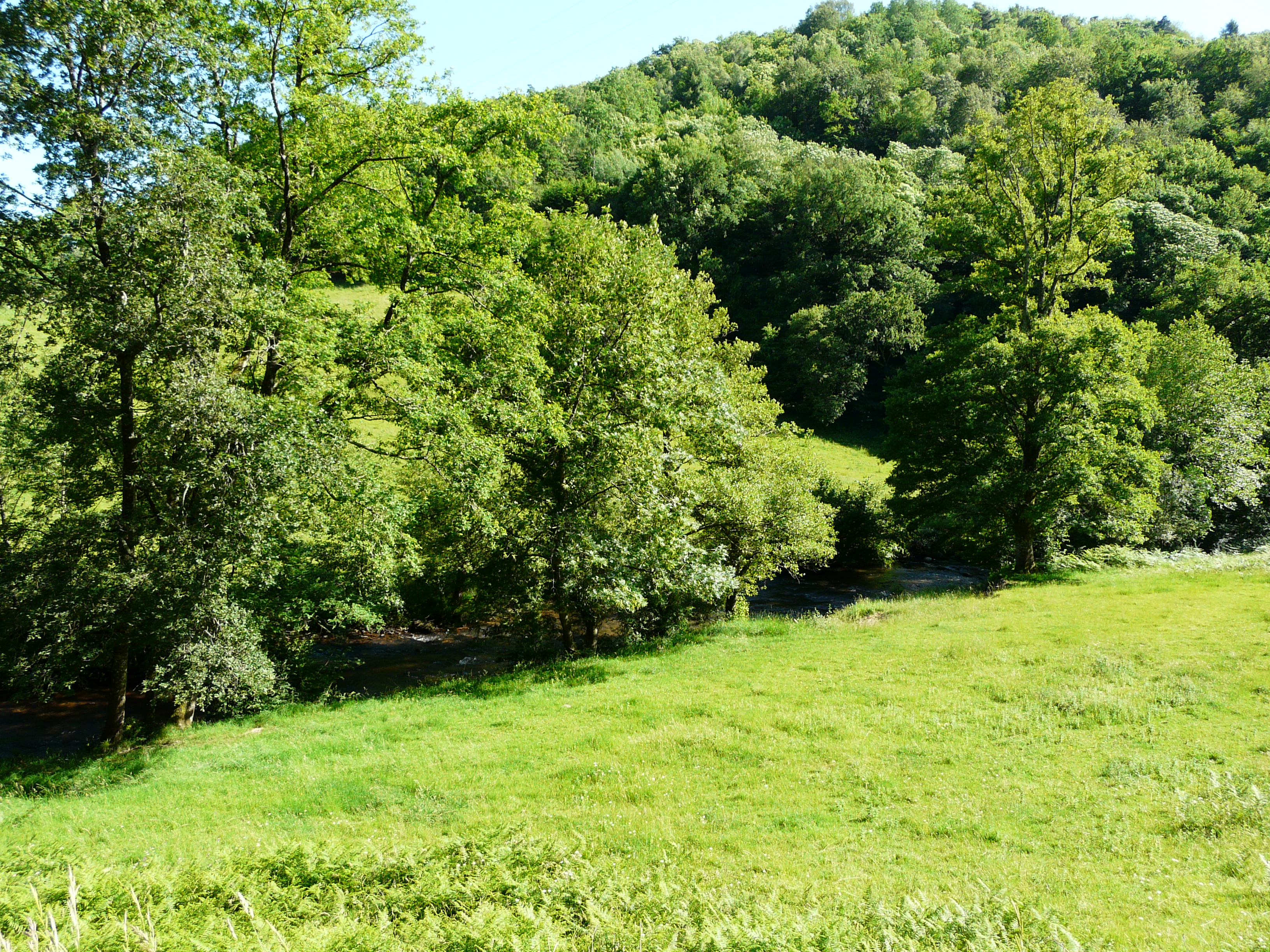
Долина реки Роан
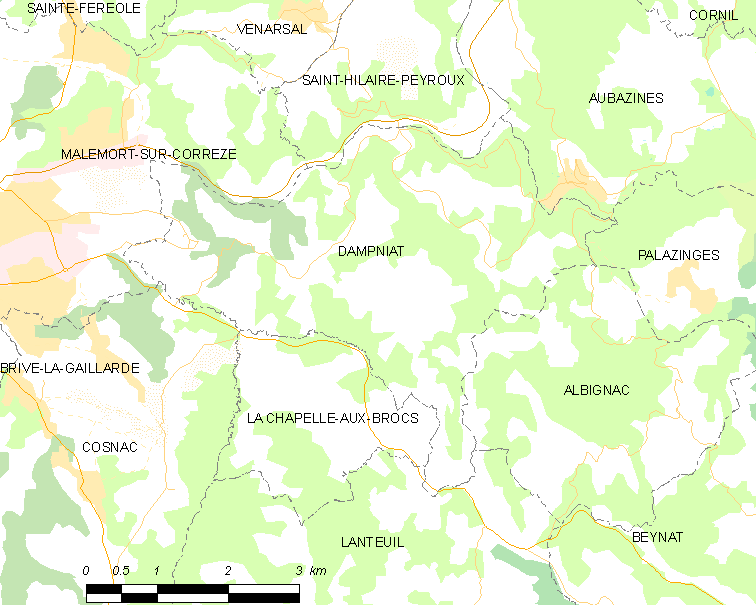
Карта коммуны